# Philippe Salto
Philippe Salto (né à Paris en 1956) est un compositeur et musicien français. Il est installé à Barcelone depuis 2002, où il a composé en 2007 Plus de blabla, interprété par sa fille Aliram. 
C’est à l’âge de 9 ans qu’il découvre le piano. Élève du grand pianiste Pierre Sancan, il a écrit sa première musique de film en 1978 : "Comme les anges déchus de la planète Saint-Michel" de Jean Schmidt. Dans les années 1990, il a composé au rythme de "l’époque Disney". C’est en effet pour la musique du dessin animé La Petite Sirène - composée avec son ami Alain Salmon - qu’il a reçu un disque d'or. 
Autre grand succès, la musique de Bernard et Bianca au pays des kangourous. Il réalisera ensuite la musique et les paroles du collector de Patricia Kaas À Saint-Lunaire, mais aussi toutes les musiques des Olympiades.